# صلاح بن البادية
صلاح الجيلي (1937 – 15 سبتمبر 2019) (صالح الجيلي محمد أبوقرون) فنان سوداني يُعرف بـ صلاح بن البادية.

## نشأته
وُلد في أم دوم في ولاية الخرطوم سنة 1937، ونشأ وترعرع ما بين أم دوم وأبوقرون. اشتهر بإبن البادية بسبب ارتباطه بالبادية. بدأ تعليمه بالخلوة (تعليم غير نظامي)، ثم واصل بالمراسلة عبر معهد الجامعة الشعبية المصرية، قبل أن ينتظم في دراسات مسائية بالخرطوم.

## بداياته الفنية

أنور هاشم وسمية الألفي وصلاح بن البادية عام 1983 فلم رحلة عيون

كانت بداياته عبر أغنيات الستات، و«خاتمي»، والأوصفوك، والليلة سار يا عشايا، ولم يخطط لهذا رغم أنه كان يؤلف أغانية الخاصة، وبتشجيع الصحفي محجوب عثمان ومحجوب محمد صالح انطلقت رحلته الفنية، لكنه تأخر في الظهور العلني حتي العام 1959 خوفا من إسرته ذات الإرث الديني والصوفي.
كانت بداياته مع الممثلة نعمات حماد بمسرحية غربية مسودنه «من أجل التاج» ثم مسرحية تاجوج، ثم انتقل إلى السينما وقام بدور البطولة في فيلم رحلة عيون. قام بالعديد من الجولات الخارجية، ونال حظه من التكريم، وأشهر تلك الجولات كانت بالصومال حيث كرمه الجمهور على المسرح بمقديشو. وبحكم نشأته في أبوقرون وتأثره بالخلاوي، أدّى ابن البادية عدَّة أناشيد دينية ومدائح نبوية.

## الوفاة
توفي في 15 سبتمبر 2019 في عمان، عاصمة الأردن عن عمر ناهز 82 عاماً.

## وصلات خارجية
- صفحة صلاح بن البادية على الفيس بوك